# Zwójka zieloneczka
Zwójka zieloneczka (Tortrix viridana) – gatunek motyla z rodziny zwójkowatych.
Motyl o rozpiętości skrzydeł 18–23 mm. Zielone są głowa, tułów i przednie skrzydła  – ich strzępiny nieco jaśniejsze. Niekiedy ubarwienie jest bardziej żółtozielone. Szarawe tylne skrzydła mają białawe strzępiny. Średnica oka ponad dwukrotnie mniejsza niż długość głaszczka szczękowego. Samica ma szeroką, słabo zesklerotyzowaną sterygmę, bardzo krótki i słabo zesklerotyzowany wlot przewodu torebki kopulacyjnej, kolczaste znamię i bardzo szerokie wargi pokładełka. Genitalia samca charakteryzuje długi i wygięty edeagus, stosunkowo krótkie i nieliczne ciernie, gruby i w połowie lekko zwężony saklulus, nieduży tegumen i duża walwa z brachiolą położoną przy końcu jej tylnej ścianki.
Zielona gąsienica ma czarnobrunatne: głowę, brodawki i plamki na tarczce karkowej.
Postacie dorosłe można obserwować od czerwca do sierpnia. Samica składa jaja na drzewach liściastych, najchętniej na dębach. Po przezimowaniu, w kwietniu z jaj wylęgają się zielonkawe gąsienice żywiące się początkowo pąkami, a następnie młodymi liśćmi. Przepoczwarczenie następuje w czerwcu. W przypadku masowego wystąpienia zwójka zieloneczka może powodować gołożer.